# Herbert Lom
Herbert Charles Angelo Kuchačevič ze Schluderpacheru, cunoscut profesional sub numele de Herbert Lom, (n. 11 septembrie 1917, Praga, Austro-Ungaria – d. 27 septembrie 2012, Londra, Anglia, Regatul Unit) a fost un actor britanic de origine cehă care s-a mutat în Regatul Unit în 1939.
Lom a fost remarcat pentru engleza sa precisă și elegantă. El este cel mai bine cunoscut pentru rolurile sale în filmul Ucigașii de dame (The Ladykillers, 1955), seria de filme Pantera roz,  Război și pace (War and Peace, 1956) și în serialul TV The Human Jungle.

## Filmografie
- Žena pod křížem (1937) - Gustav, Hodan's son
- Boží mlýny (1938) - Chasník
- The Young Mr. Pitt (1942) - Napoleon
- Secret Mission (1942) - Medical Officer
- Tomorrow We Live (1943) - Kurtz
- The Dark Tower (1943) - Stephen Torg
- Hotel Reserve (1944) - Andre Roux
- The Seventh Veil (1945) - Dr. Larsen
- Night Boat to Dublin (1946) - Keitel
- Appointment with Crime (1946) - Gregory Lang
- Dual Alibi (1947) - Jules de Lisle / Georges de Lisle
- Snowbound (1948) - Keramikos
- Good-Time Girl (1948) - Max Vine
- Brass Monkey (1948) - Peter Hobart
- Portrait from Life (1948) - Fritz Kottler Hendlmann
- The Lost People (1949) - Guest (nemenționat)
- Golden Salamander (1950) - Rankl
- Night and the City (1950) - Kristo
- State Secret (1950) - Karl Theodor
- The Black Rose (1950) - Anthemus
- Cage of Gold (1950) - Rahman
- Hell Is Sold Out (1951) - Dominic Danges
- Two on the Tiles (1951) - Ford
- Mr. Denning Drives North (1952) - Mados
- Whispering Smith Hits London (1952) - Roger Ford
- The Ringer (1952) - Maurice Meister
- The Man Who Watched Trains Go By (1952) - Julius de Koster, Jr.
- The Net (1953) - Dr. Alex Leon
- Rough Shoot (1953) - Sandorski
- The Love Lottery (1954) - André Amico
- Star of India (1954) - Vicomte de Narbonne
- Beautiful Stranger (1954) - Emile Landosh
- The Ladykillers (1955) - Louis
- War and Peace (1956) - Napoleon
- Fire Down Below (1957) - Harbour Master
- 1957 Șoferii iadului (Hell Drivers), regia Cy Endfield - Gino Rossi
- Action of the Tiger (1957) - Trifon
- Chase a Crooked Shadow (1958) - Police Commissar Vargas
- I Accuse! (1958) - Major du Paty de Clam
- Intent to Kill (1958) - Juan Menda
- The Roots of Heaven (1958) - Orsini
- Passport to Shame (1958) - Nick Biaggi
- No Trees in the Street (1959) - Wilkie
- The Big Fisherman (1959) - Herod Antipas
- North West Frontier (US: Flame Over India, 1959) - Peter van Leyden
- Third Man on the Mountain (1959) - Emil Saxo
- I Aim at the Stars (1960) - Anton Reger
- Spartacus (1960) - Tigranes Levantus (pirate envoy)
- Mr. Topaze (1961) - Castel Benac
- Mysterious Island (1961) - Captain Nemo
- The Frightened City (1961) - Waldo Zhernikov
- El Cid (1961) - Ben Yusuf
- The Phantom of the Opera (1962) - The Phantom
- Tiara Tahiti (1962) - Chong Sing
- Treasure of the Silver Lake (1962) - Colonel Brinkley
- The Horse Without a Head (L'Affaire du cheval sans tête) (1963, film TV) - Schiapa
- The Human Jungle (1963–1964, serial TV, 26 episoade) - Dr. Roger Corder
- O împușcătură în întuneric (1964) - Police Commissioner Charles Dreyfus
- Coliba unchiului Tom (Uncle Tom's Cabin, 1965) - Simon Legree
- Return from the Ashes (1965) - Dr. Charles Bovard
- Our Man in Marrakesh (1966) - Mr. Casimir
- Gambit (1966) - Ahmad Shahbandar
- The Karate Killers (1967) - Randolph
- Die Nibelungen: Kriemhild's Revenge (1967) - King Etzel (Attila)
- Villa Rides (1968) - General Huerta
- Eve (1968) - Diego
- Assignment to Kill (1968) - Matt Wilson
- 99 Women (1969) - Governor Santos
- Doppelgänger (1969) - Dr Kurt Hassler
- Mark of the Devil (1970) - Lord Cumberland
- Mister Jerico (1970, TV film) - Rosso
- Count Dracula (1970) - Van Helsing
- Dorian Gray (1970) - Henry Wotton
- Murders in the Rue Morgue (1971) - René Marot
- Hawaii Five-O ("Highest Castle, Deepest Grave", 1971, TV) - Mondrago
- Asylum (1972) - Dr. Byron (segment: "Mannikins of Horror")
- Dark Places (1972) - Prescott
- And Now the Screaming Starts! (1973) - Sir Henry Fengriffin
- And Then There Were None (1974) - Dr. Edward Armstrong
- The Return of the Pink Panther (1975) - Chief Inspector Charles Dreyfus
- The Pink Panther Strikes Again (1976) - Former Chief Inspector Charles Dreyfus
- Charleston (1977) - Inspector Watkins
- Revenge of the Pink Panther (1978) - Chief Inspector Charles Dreyfus
- The Lady Vanishes (1979) - Dr. Hartz
- The Man with Bogart's Face (1980) - Mr. Zebra
- Hopscotch (1980) - Yaskov
- Peter and Paul (1981) - Barnabas
- Trail of the Pink Panther (1982) - Chief Inspector Charles Dreyfus
- Curse of the Pink Panther (1983) - Chief Inspector Charles Dreyfus
- The Dead Zone (1983) - Dr. Sam Weizak
- Lace (1984, TV miniseries) - Monsieur Chardin
- Memed, My Hawk (1984) - Ali Safa Bey
- King Solomon's Mines (1985) - Colonel Bockner
- Scoop (TV film, 1987) - Mr. Baldwin
- Master of Dragonard Hill (1987) - Le Farge
- Going Bananas (1987) - Captain Mackintosh
- Skeleton Coast (1988) - Elia
- Whoops Apocalypse (1988) - General Mosquera
- River of Death (1989) - Colonel Ricardo Diaz
- Masque of the Red Death (1989) - Ludwig
- Ten Little Indians (1989) - General Romensky
- The Devil's Daughter (1991) - Moebius Kelly
- The Pope Must Die (US: The Pope Must Diet!, 1991) - Vittorio Corelli
- Son of the Pink Panther (1993) - Police Commissioner Charles Dreyfus
- Agatha Christie's Marple, episode "Murder at the Vicarage" (2002), - Augustin Dufosse (ultimul său rol)